# A-Frame
A-Frame（エーフレーム）とは、バーチャルリアリティ（VR）体験を構築するためのオープンソースのWebフレームワークの一つである。SupermediumおよびGoogleの開発者によって保守されている。A-Frameは、開発者がHTMLを使用して3DおよびWebVRシーンを作成できるThree.js用のエンティティ・コンポーネント・システムフレームワークであり、Unityなどのエンジンで使用されている一般的なゲーム開発パターンを取り入れながら、Web開発者やデザイナーによく知られているオーサリングツールを提供する。

## 歴史
A-Frameはもともと2015年半ばから後半にかけてMozilla VRチーム内で開発された。 A-FrameはWeb開発者やデザイナーがWebGLを知らなくてもHTMLを使った3DおよびVR体験をオーサリングできるようにするためのものであり、2015年12月16日に一般にもリリースされた。

## コミュニティー
HTMLに基づいているため、すべてのオンライン統合開発環境はA-Frameをサポートしている。 またA-Frameに関するドキュメントはWeb上で公開されている。ライブラリにコミットしている開発者へのサポートはGitHub issueで提供されており、アプリケーションやWebページを構築する開発者へのサポートはStackOverflow上で提供されているほか、リアルタイムのオンラインサポートはSlackを介して提供されている。